# Brennania belkini
Brennania belkini е вид насекомо от семейство Tabanidae. Видът е уязвим и сериозно застрашен от изчезване.

## Разпространение
Разпространен е в Мексико и САЩ.